# Honda Integra (Motorroller)
Der Honda Integra ist ein Motorradmodell des japanischen Herstellers Honda, das von 2012 bis 2020 hergestellt wurde. Die Modellbezeichnung „NC“ steht für „new concept“, die internen Werkscodes lauten R62 (2012–13), RC71 (2014–15) und RC89 (2016–2020). Technische Besonderheiten sind die Kraftübertragung per Kette sowie das Automatikgetriebe. Die Baureihe wurde durch das Modell Honda Forza 750 ersetzt.

## Technik
Der Integra ist die Großrollerversion der Motorrad-Baureihe NC (NC 750 S, NC 750 X), die auf der gleichen technische Basis aufbauen. So sind Motor, Rahmen und Fahrwerk weitestgehend gleich.
Ein liegend eingebauter Zweizylinder-Reihenmotor treibt das Fahrzeug an. In den ersten Jahren leistete der Viertaktmotor aus 670 cm³ Hubraum (73 mm Bohrung und 80 mm Hub) 38 kW bei 6250 min−1. 2014 wurde die Bohrung auf 77 mm erhöht. Seitdem beträgt der Hubraum 745 cm³ und die Motorleistung 40 kW bei unveränderter Nenndrehzahl.
Das Fahrzeug ist ab Werk mit Rädern der Größe 17 Zoll (vorne 120/70, hinten 160/60), zwei Scheibenbremsen und dem Honda-Antiblockiersystem ausgerüstet. Die bauartbedingte Höchstgeschwindigkeit ist mit 168 km/h angegeben, die Maschine läuft kurzzeitig auch 190 km/h.
Es gibt 6 Gänge im Doppelkupplungsgetriebe DCT („Dual Clutch Transmission“). Der Fahrer hat die Wahl zwischen Automatikgetriebe und manuell zu schaltendem Getriebe. Im Modus Automatikgetriebe schaltet einerseits das Getriebe selbständig bei Verzögerung zurück, andererseits kann der Fahrer in die Automatik eingreifen und andere Gänge wählen. Die Gänge werden bei Eingriff in die Automatik oder bei manueller Schaltung jeweils über elektronische Kipptasten am linken Lenkerarm („+“ oder „–“) geschaltet.
| Technische Daten | 2012 bis 2013 | ab 2014       |
| ---------------- | ------------- | ------------- |
| Hubraum          | 670 cm³       | 745 cm³       |
| Bohrung/Hub      | 73 × 80       | 77 × 80       |
| Leistung         | 38 kW (52 PS) | 40 kW (54 PS) |
| Nenndrehzahl     | 6250 min−1    | 6250 min−1    |
| Drehmoment       | 62 Nm         | 68 Nm         |
| Leergewicht      | 238 kg        | 237 kg        |

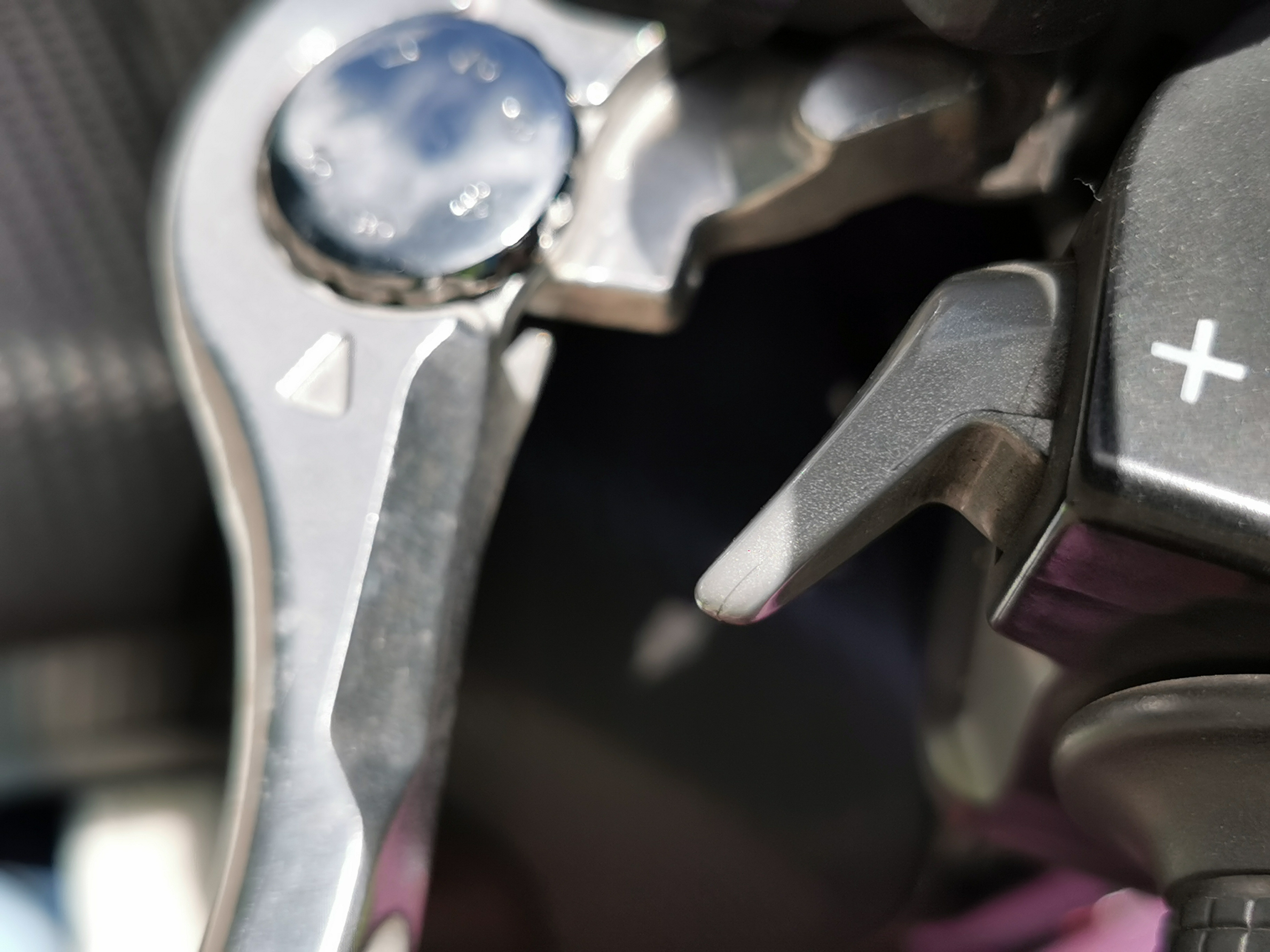
Tippschalter “+”

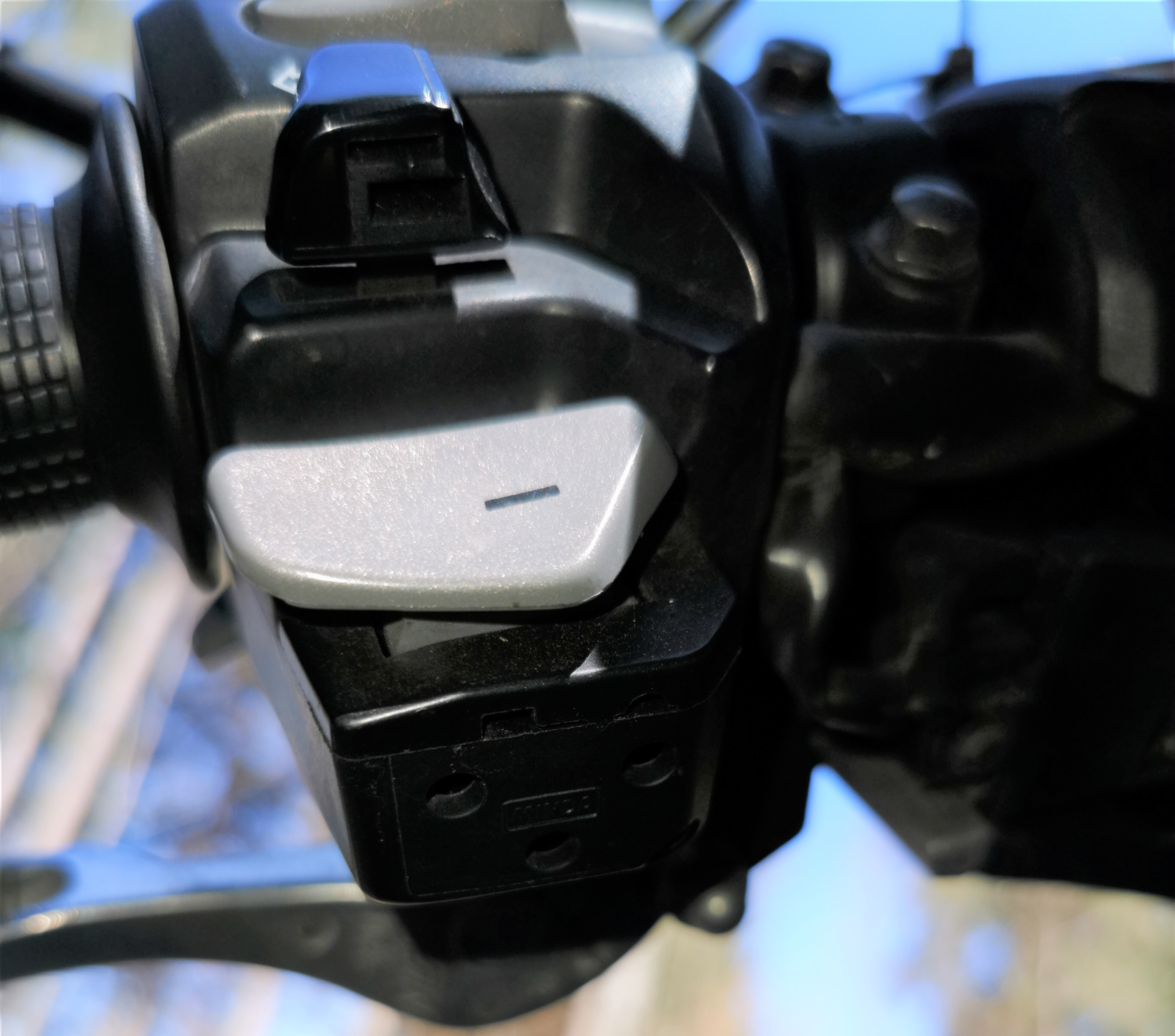
Tippschalter “-”

Das Modell wurde als „Maxi-Roller“ vermarktet; die einzigen Unterschiede zu einem Motorrad sind das Trittbrett, die Gangschaltung per Hand und ausschließlich Bremshebel; Es gibt keine zu bedienende Kupplung. Es fehlt ein rollertypischer Durchstieg sowie ein Beinschild.

## Rezeption
Das Konzept wird als erfolgreiche „Kreuzung“ zwischen Motorrad und Roller („Zwitter-Konzept“) angesehen.